# Голија (Никшић)
Голија је једна од најпространијих мјесних заједница у општини Никшић, Црна Гора. Налази се сјеверозападно од Никшића у правцу Гацка. Сједиште мјесне заједнице је у Крсцу.
Мјесну заједници чини десет насељених мјеста: Боботово Гробље, Вишњића До, Горње Чарађе и Доње Чарађе, Заљутница, Јављен, Казанци, Крстац и друга.